# Nina (film 2016)
Nina è un film biografico del 2016 scritto e diretto da Cynthia Mort.
Il film è incentrato sulla vita della cantante e attivista per i diritti civili Nina Simone, interpretata da Zoe Saldana. Fanno parte del cast anche David Oyelowo, nel ruolo del manager della Simone, il pacifico Clifton Henderson, Ella Thomas interpreta la drammaturga Lorraine Hansberry, mentre Mike Epps veste infine i panni dell'attore Richard Pryor.

## Trama
1988. Ormai lontana dal suo periodo di maggiore successo, gli anni '60, una Nina Simone con problemi finanziari, mentalmente instabile e già da anni alcolizzata, dopo aver minacciato il suo avvocato con una pistola, viene forzata a ricoverarsi per un giorno in un ospedale psichiatrico di Los Angeles: qui Nina assume l'inserviente Clifton Henderson come manager, che poi la riaccompagna in Francia, a Bouc-Bel-Air.
Nonostante il ricovero, Nina continua bere intere bottiglie di superalcolici, rifiuta di prendere le medicine prescritte, dimostrandosi difficile e subito pronta a litigare con tutti: insulta e aggredisce un mecenate in un night club, e fa in modo che Clifton, al suo ritorno a casa, trovi i suoi amanti occasionali nel suo letto.
Il suo comportamento porta Clifton ad allontanarsi da lei e a tornare a Chicago.
Intanto Nina si sottopone ad una biopsia, i cui risultati sono seri e dimostrano primi segni di cancro: così torna anche lei, senza preavviso, a Chicago, a casa della famiglia di Clifton, che la fa sentire a disagio e quasi la deride (essi prendono in giro anche Clifton, che considerano privo di polso e "schiavetto" di Nina); qui la Simone chiede a Clifton di tornare di nuovo il suo manager, cosa che lui, seppur titubante, accetta.
Quindi Clifton tenta di prenotare di nuovo i concerti disdetti in Francia, ma quasi nessuno vuole affrontare ancora il carattere difficile di Nina: tuttavia, presto i suoi sforzi vengono ripagati e lei, meravigliosa, si esibisce in un grandioso concerto a Parigi, che si conclude con un'ovazione generale. La situazione ricomincia a migliorare, tanto che l'uomo riesce ad ottenere uno studio per Nina, nuovamente pronta a rimettersi in pista e registrare nuova musica (è inoltre implicito ma risaputo che Nina e Clifton inizino anche una relazione, seppur puramente sessuale).
Preoccupato per la sua salute, Clifton fortunatamente convince l'amante a sottoporsi ad un intervento chirurgico per il tumore, che alla fine riesce ad essere sconfitto, nonostante Nina non avesse mai avuto fiducia nei medici.
Una volta guarita e tornata negli Stati Uniti per la sua storica esibizione dal vivo a Central Park, Nina apre il suo concerto con il capolavoro Feeling Good, con una folla enorme che la acclama in un boato strepitoso.

## Produzione

### Cast
Nel maggio 2010, è stato annunciato che la cantante Mary J. Blige e David Oyelowo erano stati ingaggiati film per interpretare rispettivamente Nina Simone e Clifton Henderson. Cynthia Mort avrebbe diretto il film, tratto da una sceneggiatura che aveva scritto lei stessa, con la produzione fissata per il settembre dello stesso anno.
Nell'agosto 2012, Zoe Saldana sostituisce Mary J. Blige nel ruolo di Nina Simone. La Blige ha lasciato la produzione a causa di problemi finanziari con il progetto. L'ingaggio della Saldana ha innescato alcune polemiche, soprattutto da parte della famiglia della Simone, che ritenevano l'attrice poco adatta per il ruolo, viste le sue origini latine e i tratti somatici lontani da quelli marcatamente afroamericani.
La stessa Saldana ha poi detto, nell'agosto 2020, di essersi presto pentita di aver accettato di interpretare tale ruolo: infatti, per apparire più somigliante alla Simone, l'attrice ha dovuto sottoporsi ad ore di trucco, applicazioni di protesi dentarie, chirurgia plastica temporanea e parrucche ogni singola mattina prima di iniziare a girare.

### Riprese
L'inizio delle riprese era originariamente previsto per settembre 2010 in Francia; tuttavia le riprese, posticipate di oltre 2 anni, sono iniziate il 16 ottobre 2012 a Los Angeles, California.

## Distribuzione
Il film è stato distribuito limitatamente e attraverso video on demand nelle sale cinematografiche statunitensi dal 22 aprile 2016.

## Accoglienza

### Incassi
Venendo sia da critica che da pubblico malvisto e non apprezzato, il film si è rivelato uno dei peggiori flop dell'anno anche dal punto di vista del botteghino, poiché arrivato a guadagnare un totale mondiale di soli 22,584 dollari esatti.

### Critica
Sul sito web Rotten Tomatoes il film riceve soltanto il 2% delle recensioni professionali positive, con un voto medio di 3.40/10, basato su 43 recensioni; il consenso critico del sito infatti recita: "Un tributo del tutto fuorviante al talento e all'impatto emotivo della sua protagonista, Nina è l'equivalente cinematografico di una cover interpretata da tutti artisti completamente sbagliati".
Anche su Metacritic, il film ottiene un punteggio medio di 27 su 100, basato su 19 critiche, indicando "recensioni generalmente sfavorevoli".